# Olsztyn (gmina w województwie śląskim)

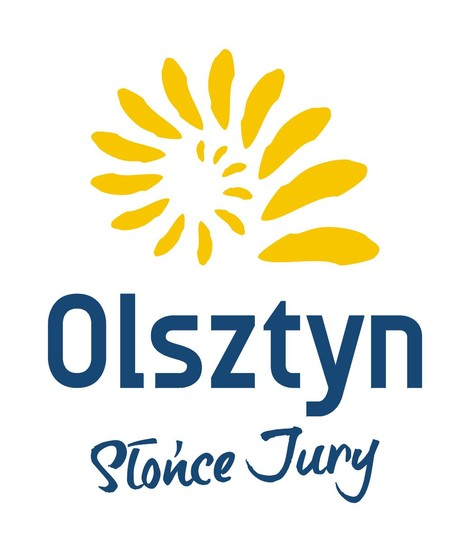
Logo Gminy Olsztyn

Gmina na tle zmieniającego się podziału administracyjnego powiatu częstochowskiego

Olsztyn – gmina miejsko-wiejska w Polsce położona w województwie śląskim, w powiecie częstochowskim. Siedziba gminy to Olsztyn.
Do 31 grudnia 2021 r. gmina Olsztyn była gminą wiejską. W wyniku uzyskania przez Olsztyn praw miejskich, stała się gminą miejsko-wiejską.
Według danych z 17 grudnia 2015 gminę zamieszkuje 7966 osób. W latach 1975–1998 gmina administracyjnie należała do województwa częstochowskiego.

## Historia
Gmina powstała w 1867 roku, w okresie istnienia Królestwa Polskiego. Gmina obejmowała wsie Biskupice, Borowa, Bukowno, Ciecierzyn, Czatachowa, Olszownica, Pabianice, Przymiłowice, Skrajnica, Suliszowice, Turów i Zrębice. W momencie powstania gmina należała do powiatu częstochowskiego w guberni piotrkowskiej. 31 maja 1870 roku do gminy przyłączono pozbawiony praw miejskich Olsztyn, a po 1900 roku także wieś Krasawę. W okresie międzywojennym gmina wraz z całym powiatem weszła w skład województwa kieleckiego. Rozporządzeniem rządu z 1924 roku wyłączono natomiast z gminy wieś Czatachowa i włączono ją do gminy Żarki w powiecie będzińskim, a dwa lata później do gminy Potok Złoty przeniesiono wieś i folwark Pabianice. W 1928 roku wyłączona została jeszcze osada Mirów, która stała się częścią miasta Częstochowa. Od 1939 roku gmina Olsztyn należała do powiatu Radomsko i dystryktu Radom w Generalnym Gubernatorstwie. Po wojnie przywrócono przedwojenny podział administracyjny. W latach 1975–1998 gmina położona była w województwie częstochowskim, a po reformie administracyjnej weszła w skład województwa śląskiego.

## Transport

### Drogowy
Przez centrum gminy przebiega:
- 46 Kłodzko - Paczków - Nysa - Opole - Lubliniec - Częstochowa - Olsztyn - Szczekociny

W gminie biegną następujące drogi powiatowe:
| Numer drogi | Przebieg                                          | Długość drogi w (km) |
| ----------- | ------------------------------------------------- | -------------------- |
| 1010S       | Częstochowa - Dębowiec - Choroń                   | 6,5                  |
| 1012S       | Zrębice - Biskupice - Choroń - Poraj - Koziegłowy | 5,2                  |
| 1013S       | Biskupice - Zaborze - Przybynów                   | 2,3                  |
| 1042S       | Częstochowa - Kusięta - Odrzykoń                  | 5,6                  |
| 1043S       | Brzyszów - Kusięta - Olsztyn                      | 0,8                  |
| 1044S       | Małusy Wielkie - Turów - Zrębice                  | 4,6                  |
| 1045S       | Olsztyn - Turów                                   | 3,7                  |
| 1065S       | Olsztyn - Biskupice                               | 6,3                  |
| 1066S       | Zrębice - Krasawa - Siedlec - DW793               | 5,3                  |
| 1069S       | Turów                                             | 3,5                  |
|             |                                                   | 43,8                 |

### Kolej
Przez gminę Olsztyn przebiegają linie kolejowe:
- 61 Kielce Główne - Fosowskie
- 155 posterunek odgałęźny Kucelinka (Częstochowa) - Poraj
- Linia kolejowa Częstochowa Mirów – Huta Częstochowa

Gmina posiada dwie stacje kolejowe: Kusięta oraz Turów.

## Struktura powierzchni
Według danych z roku 2015 gmina Olsztyn ma obszar 109,1 km², w tym:
- użytki rolne: 48%
- użytki leśne: 44%

Gmina stanowi 7,16% powierzchni powiatu.

## Demografia

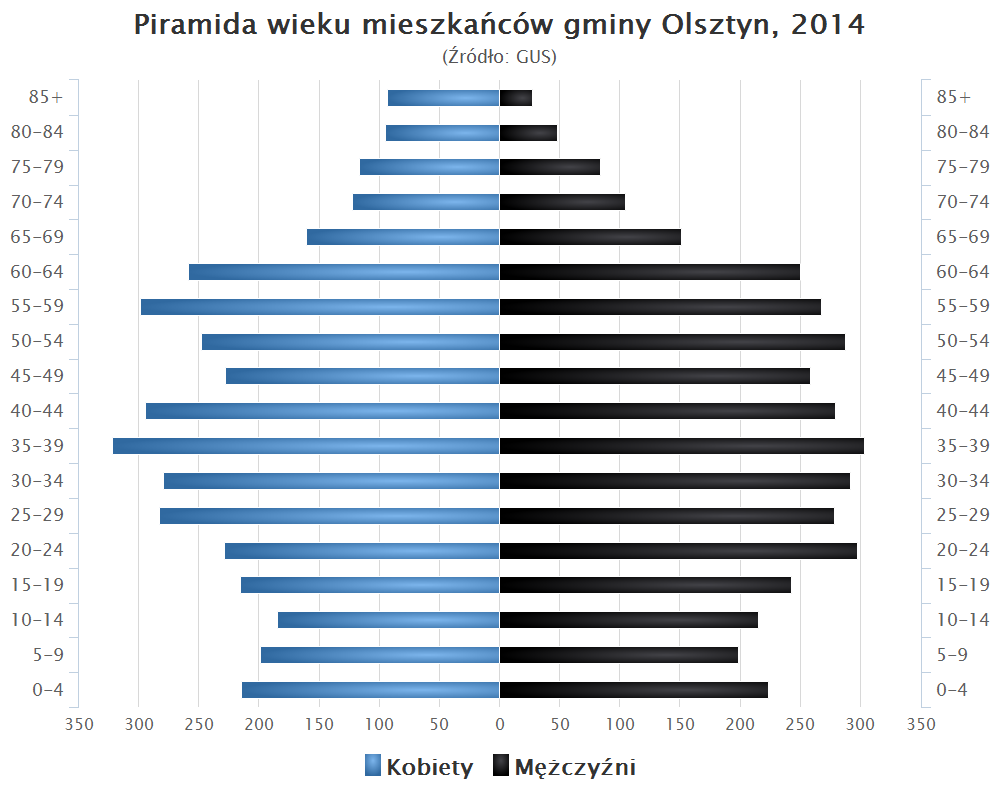
Piramida wieku mieszkańców gminy Olsztyn w 2014 roku

| Opis                              | Ogółem | Ogółem | Kobiety | Kobiety | Mężczyźni | Mężczyźni |
| --------------------------------- | ------ | ------ | ------- | ------- | --------- | --------- |
| Jednostka                         | osób   | %      | osób    | %       | osób      | %         |
| Populacja                         | 7966   | 100    | 3317    | 49,7    | 3361      | 50,3      |
| Gęstość zaludnienia [mieszk./km²] | 61,4   | 61,4   | 30,6    | 30,6    | 30,8      | 30,8      |

## Miejscowości
Biskupice, Bukowno, Krasawa, Kusięta, Olsztyn, Przymiłowice, Przymiłowice-Podgrabie, Skrajnica, Turów, Zrębice.

## Turystyka
Warto zobaczyć:
- Olsztyn

1. Ruiny zamku
2. Kościół św. Jana Chrzciciela
3. Ruchoma szopka olsztyńska (element szlaku architektury drewnianej województwa śląskiego)
4. Chata na Zakolu
5. Cmentarz wojenny
6. Kamieniołom Kielniki

- Zrębice

1. Kościół św. Idziego
2. Kapliczka św. Idziego
3. Bunkry z II wojny światowej
4. Cmentarz wojenny

## Sąsiednie gminy
Częstochowa, Janów, Kamienica Polska, Mstów, Poczesna, Poraj, Żarki